# شارع الوناس معطوب
شارع الوناس معطوب ((بخط التيفيناغ: ⴰⵯⵔⵉⴷⵀ ⵍoⵓⵏⴻⵙ ⵎⴰⵜoⵓⴱ)، (بالفرنسية: Rue Lounès Matoub)‏) هو أحد شوارع باريس في فرنسا، ويقع في الدائرة التاسعة عشرة في باريس ضمن حي جسر فلاندر [الفرنسية].

## التسمية
تمت تسمية هذا الشارع أو الفضاء العمومي نسبة إلى الفنان الزواوي الجزائري معطوب الوناس (24 جانفي 1956م - 25 جوان 1998م).

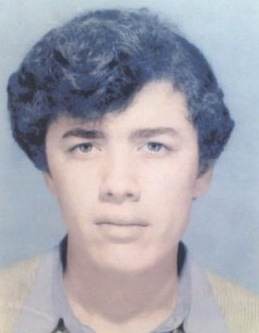
معطوب الوناس (1973م)
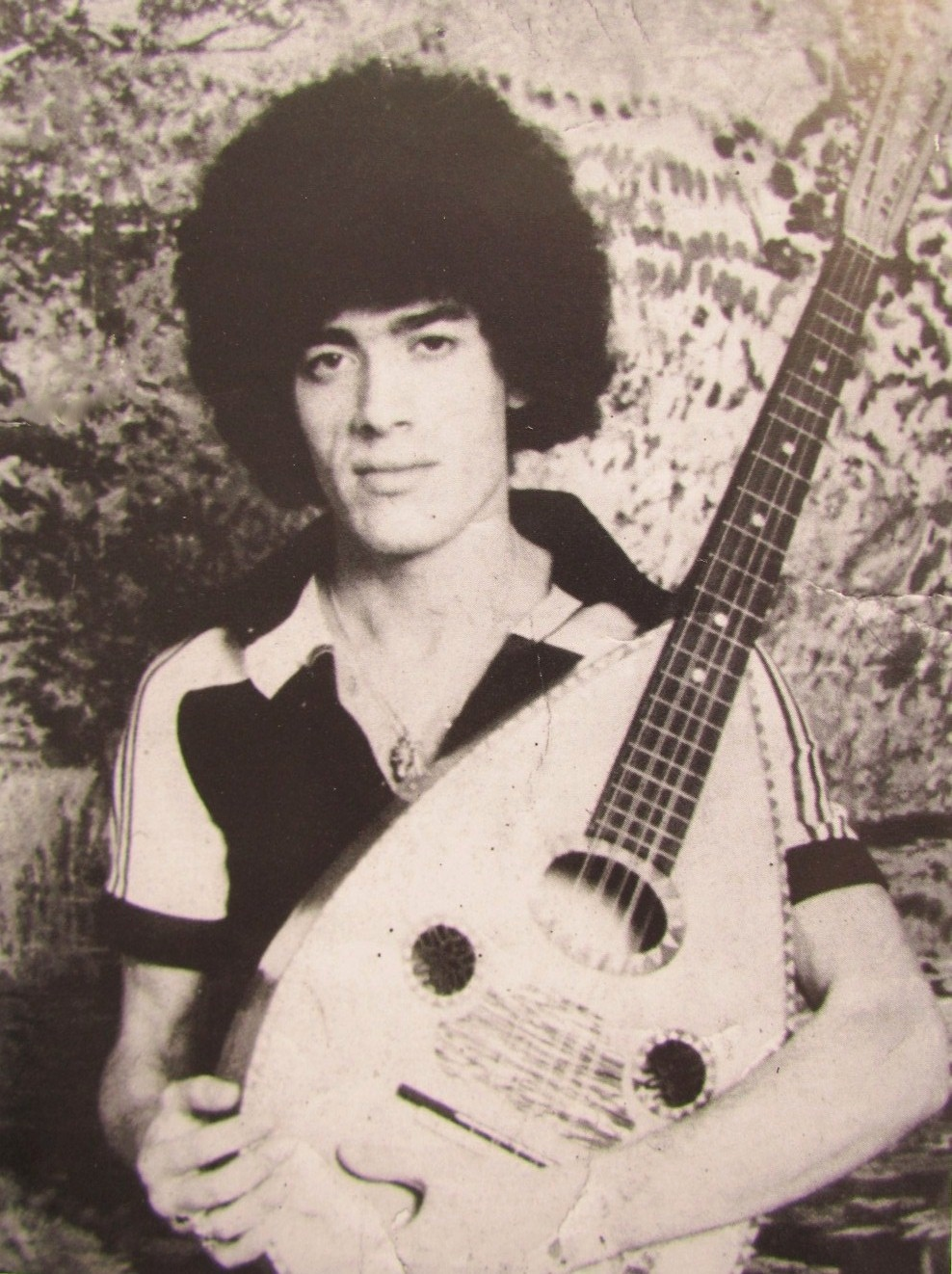
معطوب الوناس (1975م)
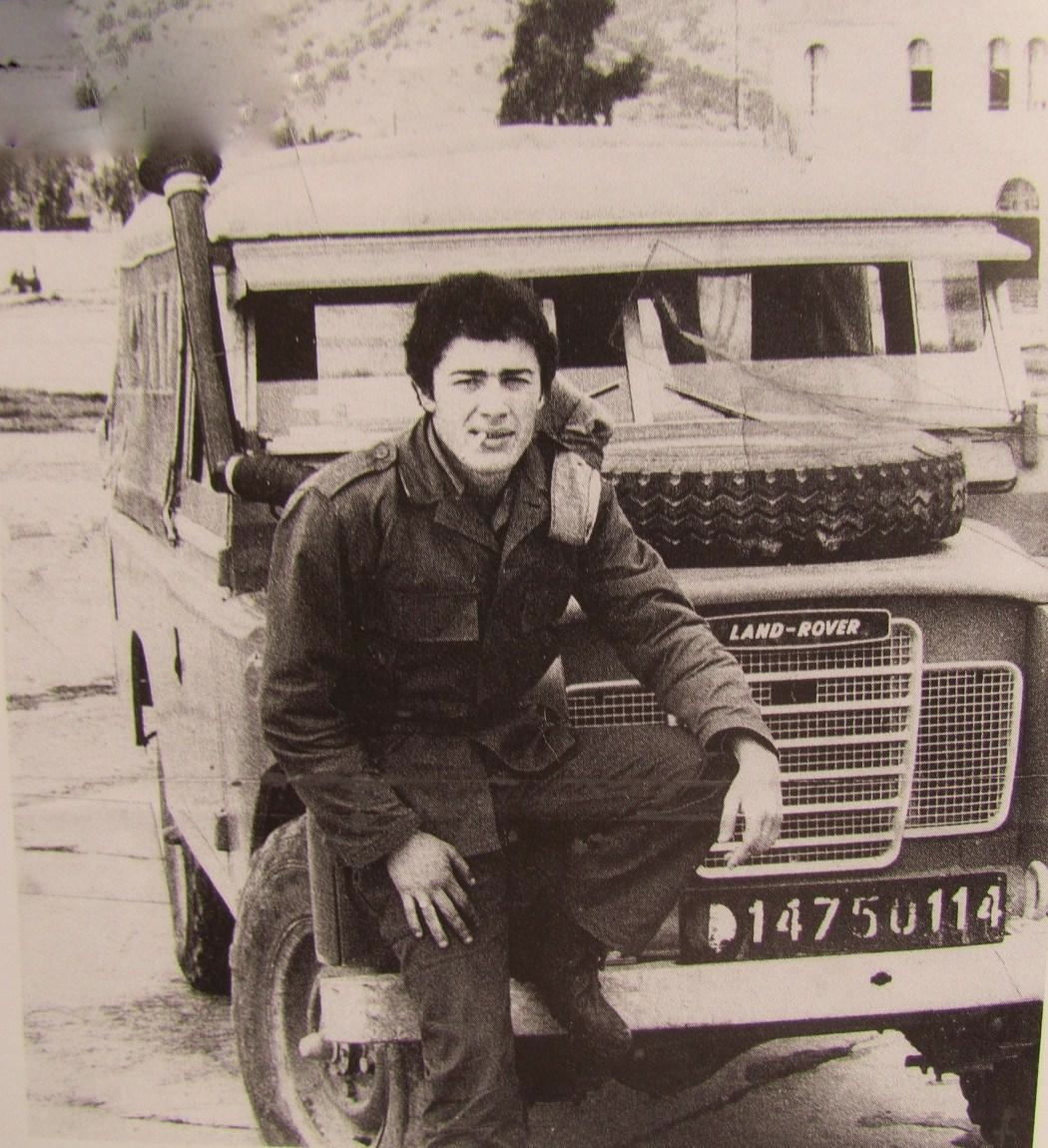
معطوب الوناس
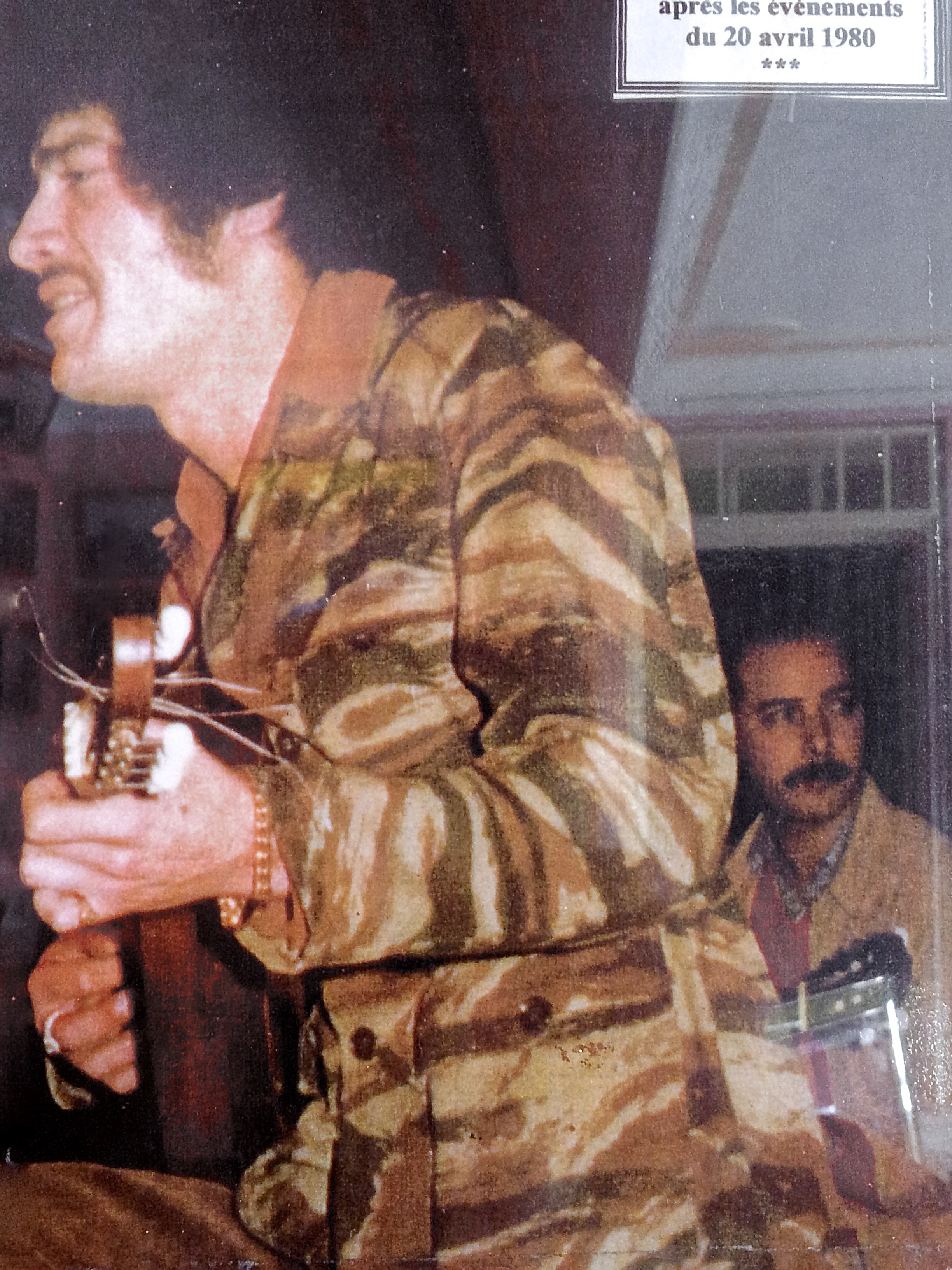
معطوب الوناس (1980م)
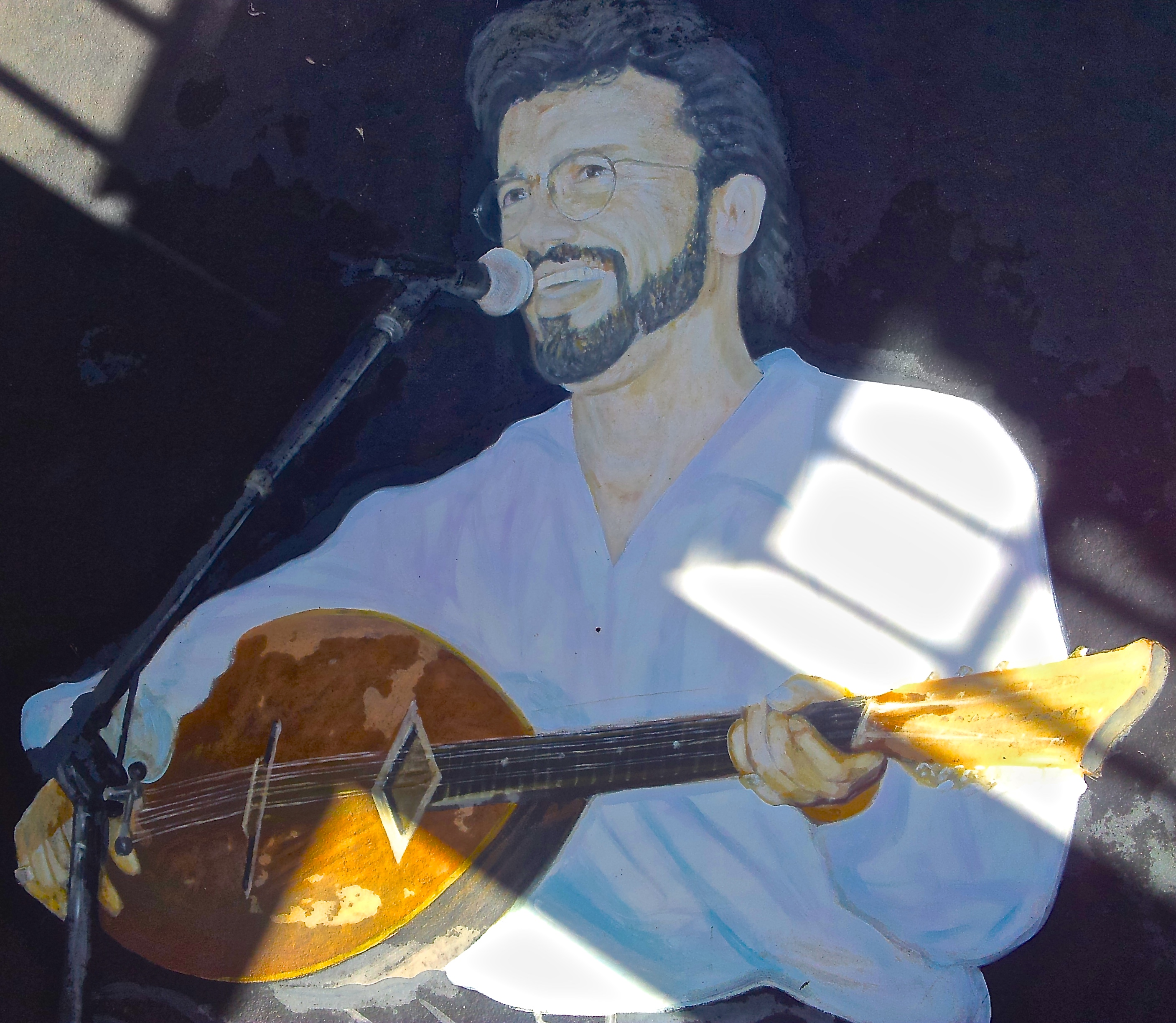
معطوب الوناس
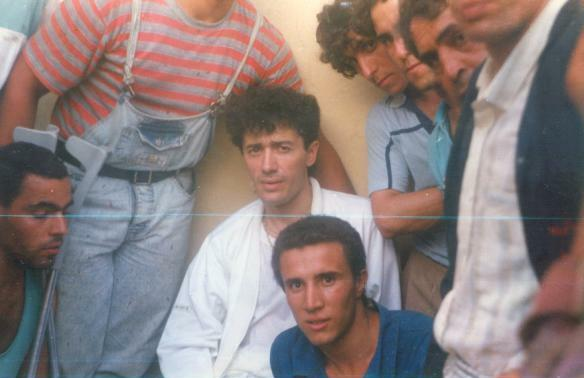
معطوب الوناس
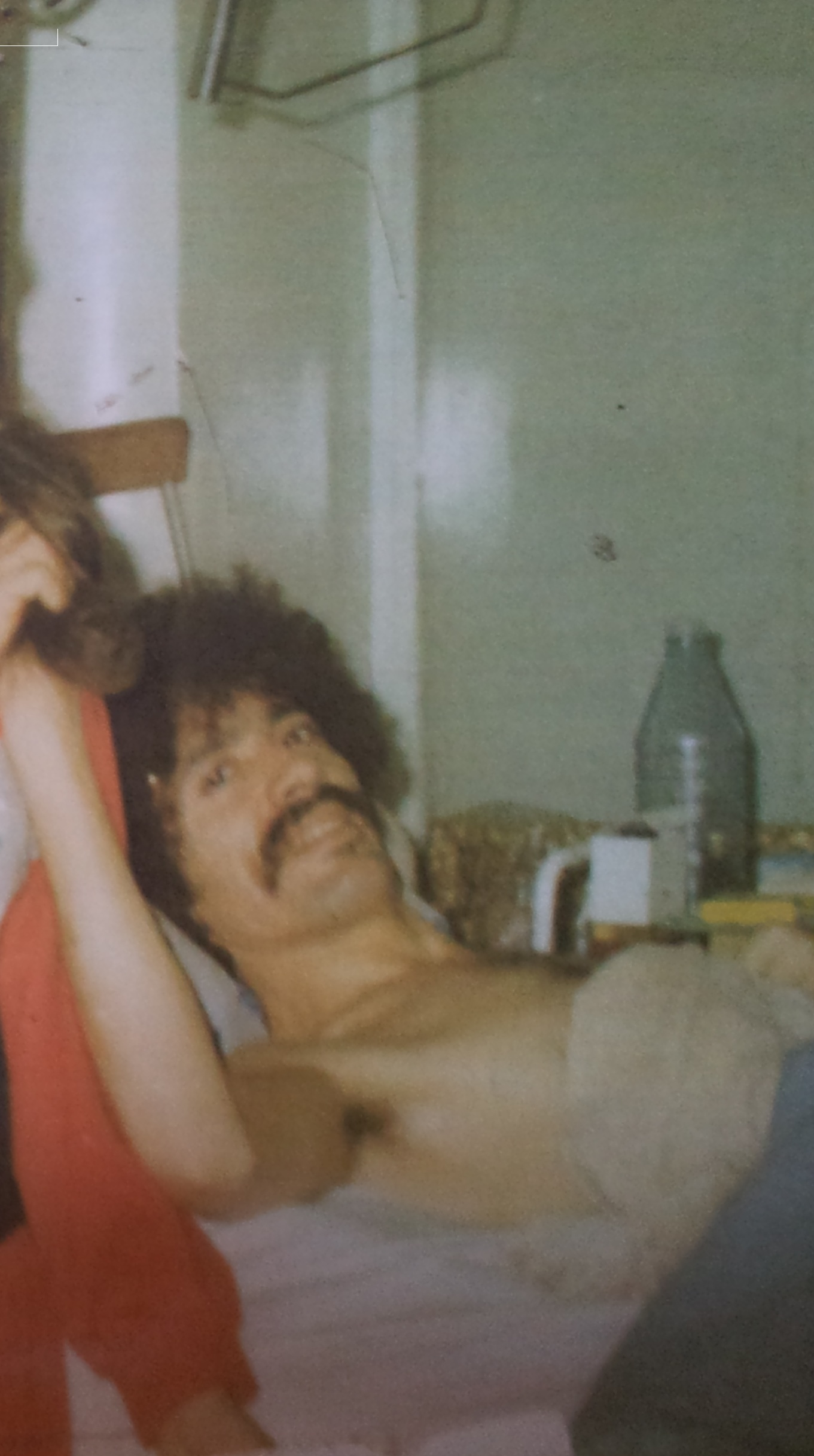
معطوب الوناس (1988م)
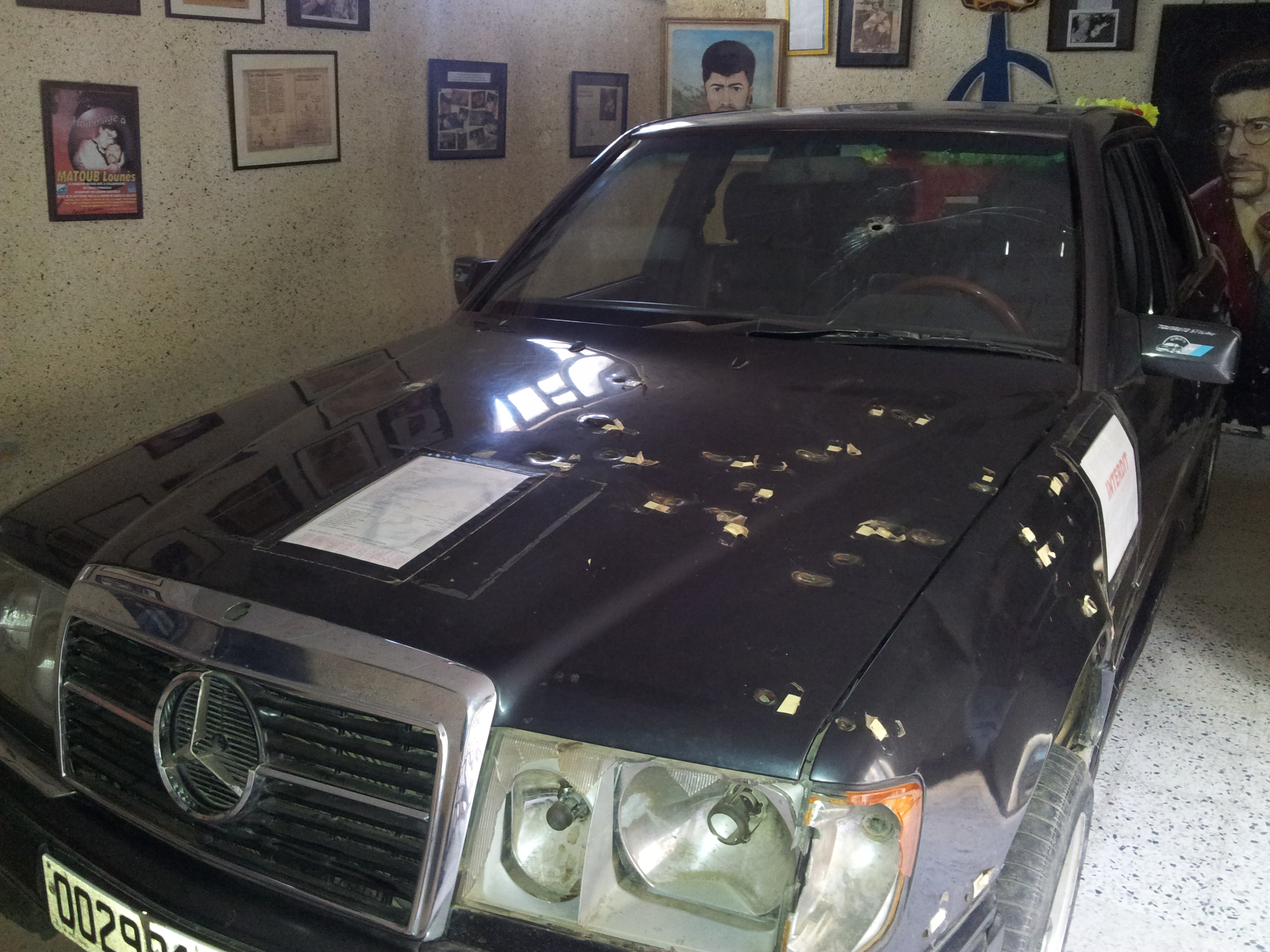
سيارة معطوب الوناس (1998م)
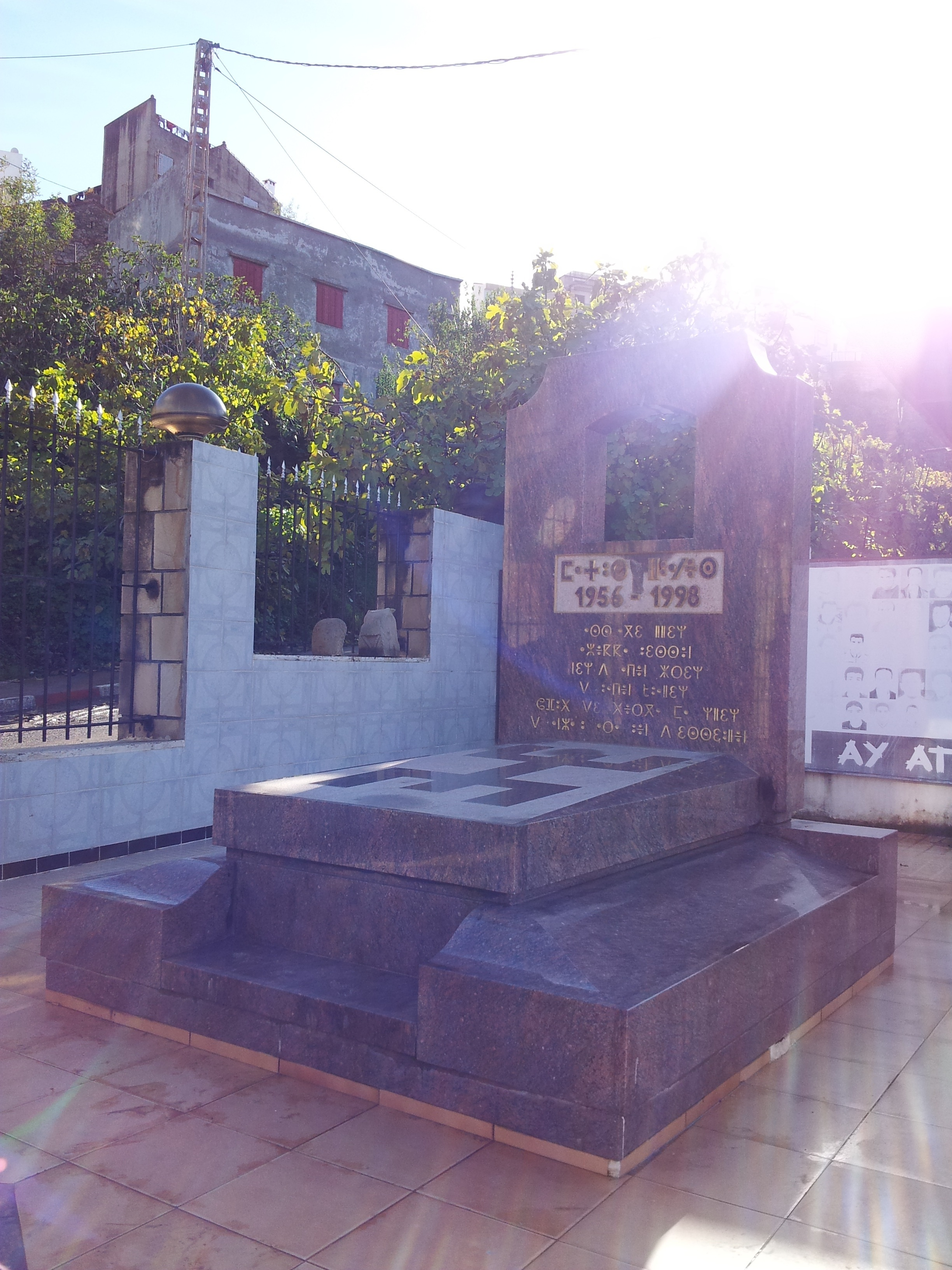
قبر معطوب الوناس (1998م)
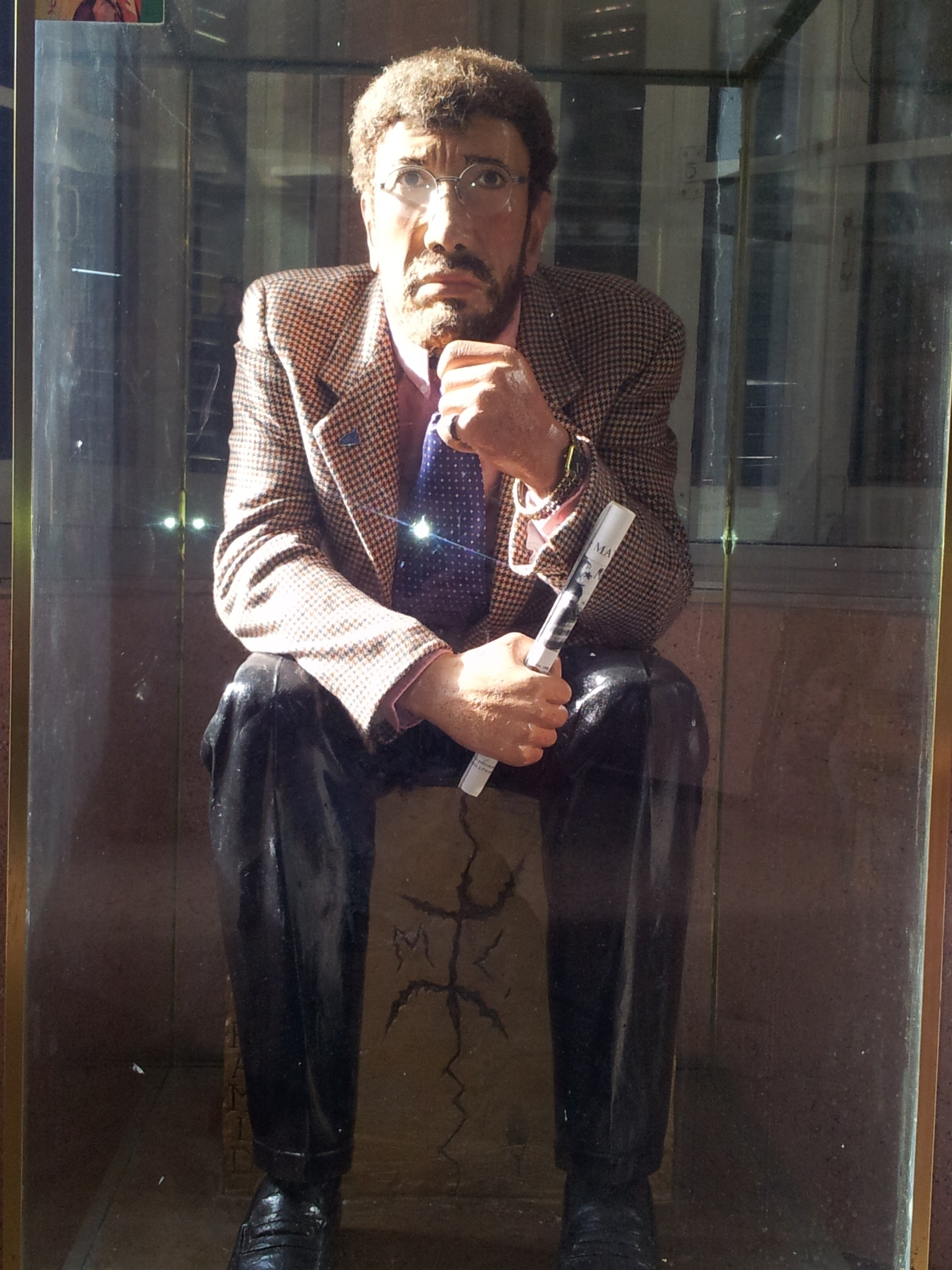
تمثال معطوب الوناس (2012م)
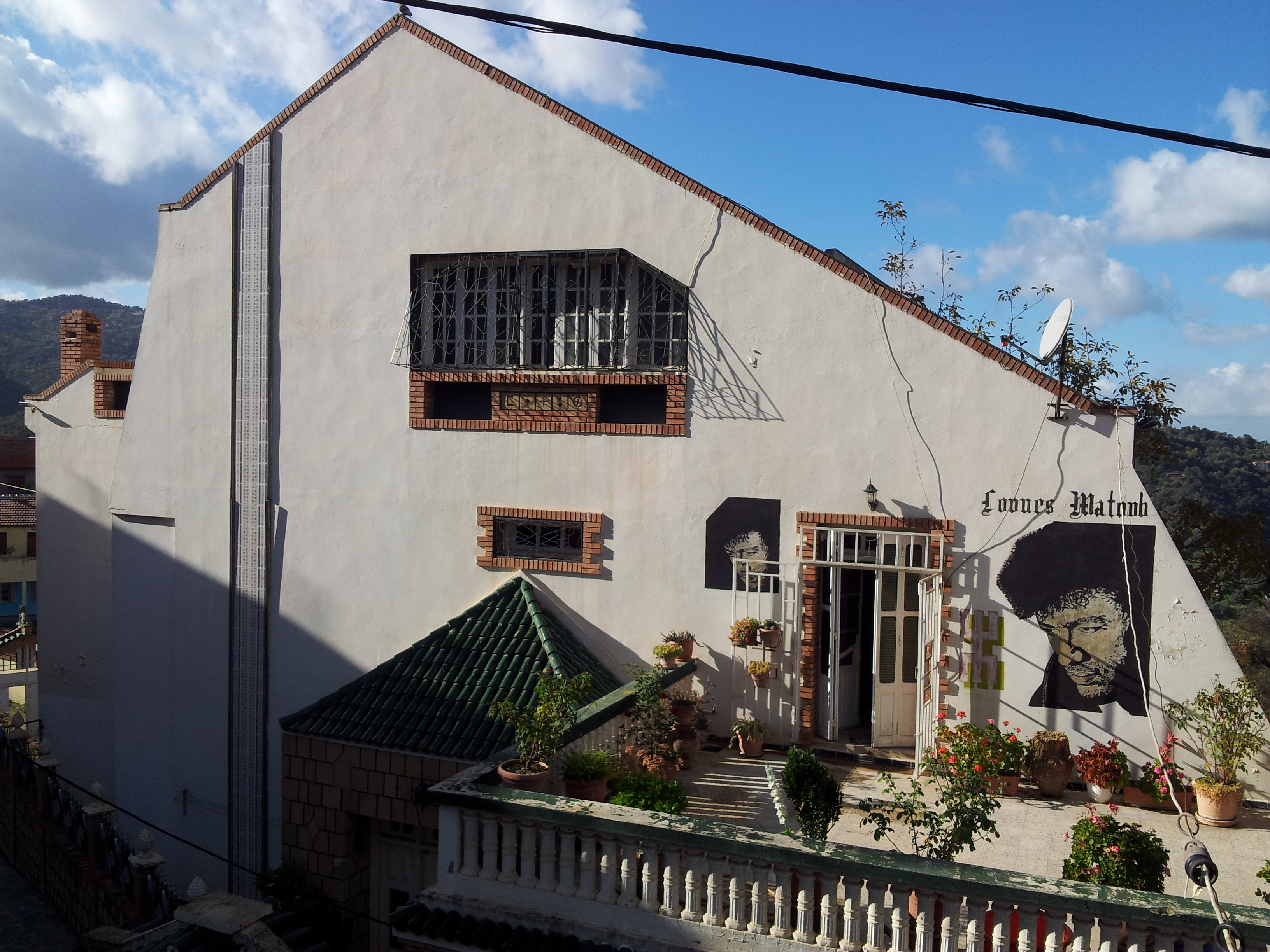
متحف معطوب الوناس (2017م)

## الوصف
ينطلق شارع الوناس معطوب ابتداء من عنوان "181، نهج ماكدونالد [الفرنسية]" لينتهي في "شارع إميل بولار [الفرنسية]".
ويتقاطع أثناء ذلك مع "بستان إميل بولار [الفرنسية]" ومع "ممر كلود برنارد [الفرنسية]" منذ عام 2015م.
ويبلغ طوله 120 م (394 قدم) وعرضه 3 م (10 قدم)، ويتجه وفق خط مستقيم من الشمال إلى الجنوب.

## التاريخ

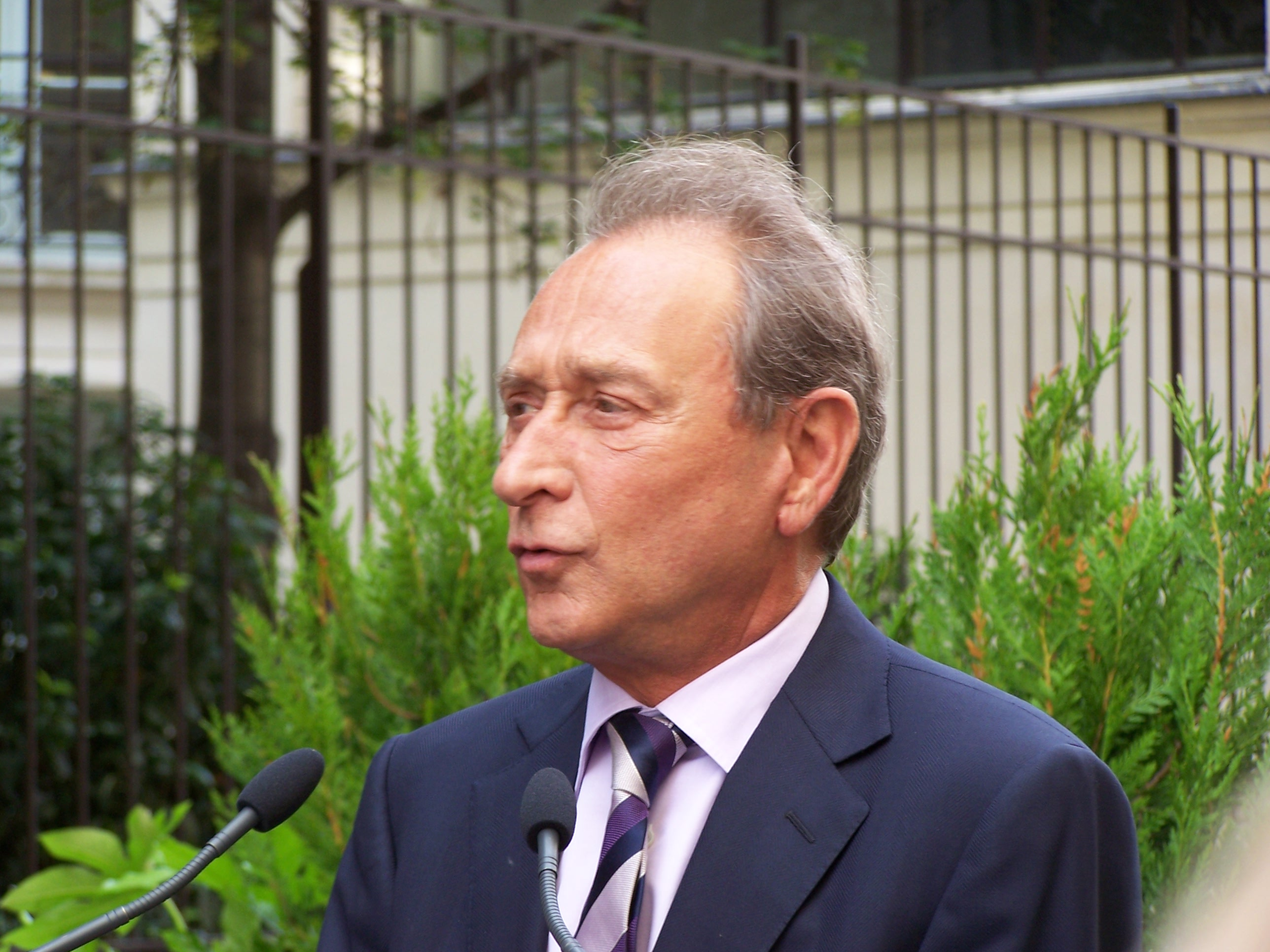
برترون ديلانوي

تم تدشين شارع الوناس معطوب في يوم الخميس 3 جويلية 2008م على الساعة الحادية عشر صباحا من طرف رئيس بلدية باريس برترون ديلانوي برفقة روجي مادك [الفرنسية] بعد موافقة مجلس باريس [الفرنسية].
وكان هذا التدشين بحضور كل من أمه علجية معطوب، وأخته مليكة معطوب، وأرملته نادية معطوب.
وشارك الفنانون تاكفاريناس وفريد فراقي [الفرنسية] وأو لحلو وآخرون في مجريات التدشين.
وألقى الفنان ماكسيم لوفوريستيي [الفرنسية] كلمة بهذه المناسبة.

## شوارع في مدن أخرى
توجد شوارع أخرى تحمل اسم الفنان الوناس معطوب في مدن فرنسية أخرى، منها:
1. شارع الوناس معطوب في غرونوبل.
2. شارع الوناس معطوب في نانسي.
3. شارع الوناس معطوب في أوبارفيلييه.
4. شارع الوناس معطوب في مونتروي.
5. شارع الوناس معطوب في فوكس أون فولان.
6. شارع الوناس معطوب في بيارفيت.

### مواضيع ذات صلة
- الوناس معطوب
- علجية معطوب
- قائمة ممرات الدائرة التاسعة عشرة في باريس [الفرنسية]
- منطقة القبائل الزواوية
- عروش زواوة
- زواوة

### وصلات خارجية
- صورة فضائية بواسطة خرائط جوجل